# Erica viscidiflora
Erica viscidiflora är en ljungväxtart som beskrevs av Esterhuysen. Erica viscidiflora ingår i släktet klockljungssläktet, och familjen ljungväxter. Inga underarter finns listade i Catalogue of Life.